# Cimetière national de Floride
Le cimetière national de Floride est un cimetière national des États-Unis situé près de la ville de Bushnell dans le comté de Sumter, en Floride. Administré par le département des États-Unis des affaires des anciens combattants, il s'étend sur 512,9 acres (207,6 ha), et est ouvert aux inhumations depuis 1988.

## Histoire
Le cimetière national de Floride est situé dans la forêt d'État de Withlacoochee, à environ 50 milles (80 km) au nord de Tampa. La forêt est acquise par le gouvernement fédéral auprès de propriétaires fonciers privés, entre 1936 et 1939 en vertu des dispositions de l'administration de réinstallation des terres des États-Unis. Le service des forêts des États-Unis gère la propriété jusqu'à ce qu'un contrat de location-acquisition la transfère au conseil forestier de la Floride en 1958. Actuellement, la forêt d'État de Withlacoochee est la deuxième plus grande forêt d'État de la Floride, divisée en huit différentes parcelles de terrain.
En 1842, le Congrès y encourage l'installation par la création de la loi d'occupation armée. Le droit donne un brevet pour 160 acres (65 ha) , à tout homme qui a gardé une arme et des munitions, a construit une maison, cultivé 5 acres (2 ha) de la terre et y est resté pendant au moins cinq ans. Les colons se déplacent pour profiter de l'offre généreuse. La région contient du bois d'œuvre en abondance et des terres agricoles adaptées, des attributs attirants pour les pionniers. En 1845, la Floride devient un État.
Pendant la guerre de Sécession, une usine sucrière sur la rivière Homosassa fournit le sucre à la Confédération. Une industrie solide d'agrumes se développe dans la partie orientale de la région et devient l'objet d'une intense expansion économique après la guerre.
En 1980, le département des affaires des anciens combattants (VA) annonce qu'il mettra en place un nouveau cimetière national en Floride, son quatrième. Deux lieux majeurs pour le cimetière sont étudiés: la propriété près du canal de Cross Florida Barge et la forêt d'État de Withlacoochee. Le site de Withlacoochee, bien que plus sensible à l'environnement, est soutenu par les fonctionnaires du gouvernement. En février 1983, l'État transfère la terre aux affaires des anciens combattants pour le développement d'un cimetière national de Floride. La première inhumation a eu lieu en 1988 et un columbarium est ouvert en novembre 2001.
En 1999, les fonctionnaires fédéraux demandent au cabinet de Floride d'accorder des terres pour l'expansion du cimetière national de Floride,  fournissant de 65 000 à 100 000 lieux de sépulture pour les anciens combattants dans l'État. Les écologistes soutiennent que les fonctionnaires de la division ses services de département de l'agriculture et de la consommation de Floride n'a pas décidé si les 179 acres (72 ha) de terrain au sein de la forêt d'État de Withlacoochee sont en excédent par rapport à l'amendement constitutionnel de Floride relatif à l'acquisition de terres pour la conservation. Avant la réunion du cabinet de la Floride, le 26 octobre, le département des affaires des anciens combattants et le cabinet de Floride sont convenus de la suppression de 42 hectares, car ils servent d'habitat pour plusieurs espèces en voie de disparition. Le gouverneur de la Floride Jeb Bush et le cabinet de Floride ont voté à 7 contre 0 en faveur de la vente de 137 acres (55 ha) de terres au département des affaires des anciens combattants pour l'expansion du cimetière.

## Inhumations notables
- Récipiendaire de la médaille d'honneur
  - Aide-soignant d'hôpital maître principal William R. Charette, de la Marine des États-Unis, pour son action avec le corps des Marines lors de la guerre de Corée.
  - Sergent-chef James R. Hendrix, U.S. Army, pour son action avec la 4th Armored Division lors de la bataille des Ardennes de la seconde guerre mondiale.
  - Sergent Major Franklin D. Miller, US Army Special Forces ,pour son action lors de la guerre du Viêt Nam.
- Autres
  - Frank Baker, joueur de baseball professionnel
  - Raymond Fernandez, alias « Hercules Hernandez », lutteur professionnel.
  - Scott Helvenston, cascadeur formateur de film et ancien Navy SEAL.
  - Lieutenant de vaisseau Mike Holovak, Marine des États-Unis,skipper de bateau PT dans le Pacifique Sud crédité de la destruction de neuf navires japonais au cours de la seconde Guerre Mondiale.
  - Hal Jeffcoat, lanceur et voltigeur de la ligue majeure de baseball
  - Commadnant David Moniac, vétéran de la seconde guerre séminole, premier amérindien diplômé de l'académie militaire de West Point.
  - Ernie Oravetz, joueur de champ extérieur de la ligue majeure de baseball
  - Colonel Leonard T. Schroeder Jr, le premier soldat à terre lors du débarquement de Normandie le Jour J, 6 juin 1944, pendant la seconde guerre mondiale.
  - Champ Summers, joueur de champ extérieur de la ligue majeure de baseball

## Monuments notables
Un carillon a été construit par l'organisation AMVETS  de la seconde guerre mondiale dans une zone ouverte adjacente au premier bâtiment de l'administration. Il est inauguré le 9 octobre 1993. Le cimetière contient un Mémorial de la Voie, en 2003, avec 47 plaques, statues, monuments, etc., honorant les soldats de l'Amérique des conflits du XXe siècle.